# Eteissaari (ö i Södra Savolax, Nyslott, lat 62,01, long 29,50)
Eteissaari är en ö i Finland. Den ligger i sjön Puruvesi och i kommunen Nyslott i den ekonomiska regionen  Nyslott  och landskapet Södra Savolax, i den sydöstra delen av landet, 300 km nordost om huvudstaden Helsingfors. Öns area är 44,6 hektar och dess största längd är 1,4 kilometer i sydöst-nordvästlig riktning.